# Stefan Altner

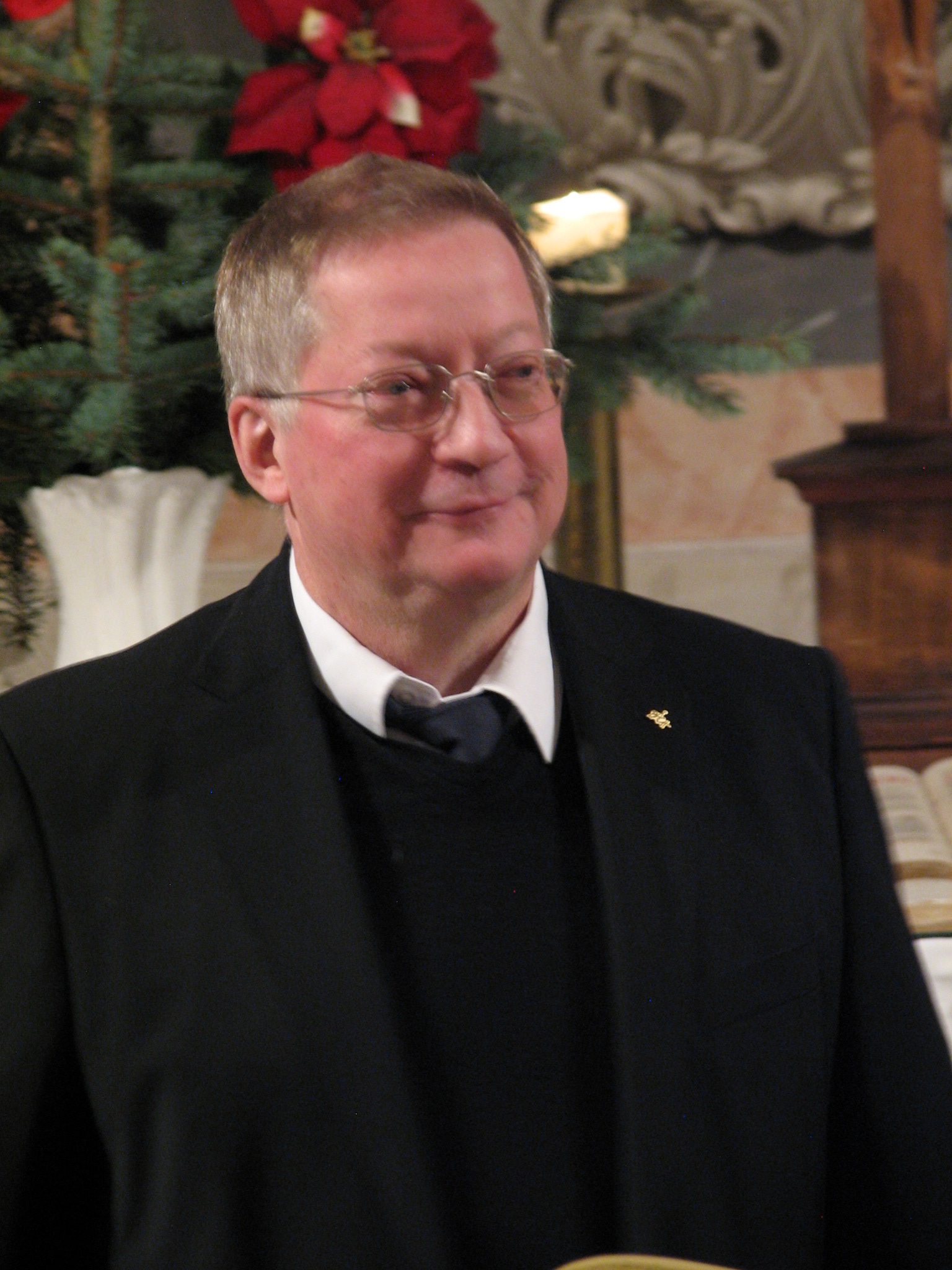
Stefan Altner (18. November 2018, Kirche Panitzsch)

Stefan Altner (* 17. September 1956 in Brandis) ist ein deutscher Musiker, Musikwissenschaftler und -manager. 

## Leben
Stefan Altner war von 1966 bis 1975 Mitglied des Thomanerchores und besuchte die Thomasschule zu Leipzig. Danach studierte er Kirchenmusik, d. h. Orgel bei Thomasorganist Hannes Kästner, Klavier bei Herbert Sahling und Generalbass und Cembalo bei Walter Heinz Bernstein, an der Hochschule für Musik „Felix Mendelssohn Bartholdy“ in Leipzig und war nach dem Diplom Kirchenmusik A als Kirchenmusiker in Zossen tätig. 
Nach einem erfolgreichen Antrag zur ständigen Ausreise aus der DDR siedelte er 1984 nach München über. Altner arbeitete dann im Lektorat des Bärenreiter-Verlags. Von 1986 bis 1993 war er Geschäftsführer des Münchener Kammerorchesters und Cembalist der Barocksolisten der Münchner Philharmoniker. Von 1993 bis 2019 war er Geschäftsführer des Thomanerchores in Leipzig.
2005 wurde er an der Leipziger Hochschule für Musik und Theater „Felix Mendelssohn Bartholdy“ als Erstpromovend zum Dr. phil. promoviert, „Doktorvater“ war Johannes Forner. Altner ist Vorstandsvorsitzender der Stiftung Thomanerchor und Mitinitiator des Leipziger Bildungscampus Forum Thomanum. Außerdem gehört er dem Herausgeberbeirat der Leipziger Blätter an.

## Werke
- Thomanerchor und Thomaskirche: Historisches und Gegenwärtiges in Bildern. Tauchaer Verlag, Taucha 1998.
- Das Thomaskantorat im 19. Jahrhundert: Bewerber und Kandidaten für das Leipziger Thomaskantorat in den Jahren 1842 bis 1918. Quellenstudien zur Entwicklung des Thomaskantorats und des Thomanerchors vom Wegfall der öffentlichen Singumgänge 1837 bis zur ersten Auslandsreise 1920. Passage-Verlag, Leipzig 2006.
- 800 Jahre Thomana, Stekovics, Wettin-Löbejün 2012 (Hrsg. mit Martin Petzoldt).
- Der Thomanerchor Leipzig in frühesten Filmdokumenten: zwischen Tradition und Moderne. Edition Thomanerchor 2, Kamprad, Altenburg 2013 (Hrsg. mit Günter Atteln und Hagen Kunze).